# 廈門華隆進出口公司
廈門華隆進出口公司，中國機械工業集團有限公司及國機資產管理公司聯營機構，是在1993年當時由中國工程與農業機械進出口總公司成立，主要業務家居電器、氣泵、衛生用具等產品進出口。
1999年，被中國機械工業集團有限公司收購本集團，已被國務院批准。